# Тлях
Тлях — село в Шамильском районе Дагестана. Входит в состав сельского поселения «Сельсовет „Урадинский“».

## Географическое положение
Расположено в 6 км к югу от районного центра села Хебда, на левом берегу реки Гичиноор.

## Население
| 1869 | 1888 | 1895 | 1926 | 1939 | 1970 | 1989 |
| ---- | ---- | ---- | ---- | ---- | ---- | ---- |
| 212  | ↗221 | ↗229 | ↘170 | ↗214 | ↗221 | ↘182 |
| 2002 | 2010 | 2021 |      |      |      |      |
| ↗208 | ↗318 | ↘264 |      |      |      |      |